# 豊玉町郷土館
豊玉町郷土館（とよたまちょうきょうどかん）は、長崎県対馬市豊玉町にある博物館・歴史研究施設。対馬の歴史資料・民俗資料などの収集・保管・調査及び研究、収蔵資料の一部展示を行っている。

## 沿革
- 1991年（平成3年）4月：開館。

## 展示・収蔵
- 浅海北側の豊玉町では、縄文時代や弥生時代の遺跡が対馬で最も密に集中している。当館では縄文時代から古墳時代の遺跡から出土した考古資料を中心に展示しており、昭和41年から42年に町内佐保 から当時国内では出土例がない朝鮮系の青銅器をはじめ、広型銅矛、勾玉など展示している。また、正徳小判や捕鯨関連資料も展示されている。

## 資料収蔵遺跡
- シゲノダン遺跡
- 佐保唐崎 （さほとうさき）遺跡
- ヌカシ遺跡・ 住吉平貝塚（すみよしびらかいづか）（縄文遺跡）
- 貝鮒崎古墳・ （かいふなさきこふん） クワバル古墳」（古墳時代）

## 入館
- 入館料金：無料

## 交通
- 厳原港から車で約40分
- 対馬空港からバス（仁位線）乗車（約40分）